# Epitome (Auszug)
Eine Epitome (von altgriechisch ἐπιτομή epitomé, deutsch ‚Abriss‘, ‚Auszug‘, ‚Ausschnitt‘; latinisiert epitoma) ist ein Auszug aus einem umfangreicheren Werk. In der Antike wurden unter anderem die umfangreichen Geschichtswerke des Titus Livius und des Pompeius Trogus epitomisiert (Livius-Epitome oder Oxyrhynchos-Epitome, die recht lückenhaft ist). Bei Trogus ist umstritten, inwiefern die Epitome des Marcus Iunianus Iustinus vom nicht erhaltenen Original abweichen und durch Iustinus verändert wurden. Neuerdings wird Iustinus vermehrt als eigenständiger Literat angesehen.
Der Inhalt einer zusammenfassenden Epitome sollte allerdings nicht schlicht als korrekte Wiedergabe des Originalwerks betrachtet werden, da der Autor einer Epitome selbst eine Textauswahl vornahm und somit Inhalte neu arrangierte. Sie ist daher nur sehr bedingt dazu geeignet, genaue Rückschlüsse auf die Ansichten des Originalautors im Ursprungswerk vorzunehmen. Zusammenfassen impliziert Informationsverluste.
Die Epitome als Textzusammenfassung ist von kurzgefassten Geschichtswerken zu unterscheiden, die teils ebenfalls als Epitome bezeichnet werden, wie die spätantike Epitome de Caesaribus (siehe dazu Breviarium).

## Beispiele
- Epitomes omnium Galeni operum. Venedig 1548.
- Johannes Kepler: Epitome Astronomiae Copernicanae. (1618–1621)
- Die Epitome von Buch IV der Bibliotheke des Apollodor, einer umfangreichen Zusammenstellung griechischer Mythen
- Hermogenians Iuris epitomae, Auszüge aus juristischer Literatur und Kaiserkonstitutionen (unter Kaiser Diokletian)
- Epitome des Pompeius Trogus, Historiae Philippicae